# Hawks de La Guerche de Bretagne
Pour les articles homonymes, voir Hawks.
Les Hawks de La Guerche de Bretagne est un club français de baseball fondé en 1986 et localisé à La Guerche-de-Bretagne (Ille-et-Vilaine). Le club évolue en Championnat de France Élite de 2004 à 2009 avant de renoncer à participer aux championnats nationaux pour des raisons financières.

## Histoire
Le club est fondé en 1987 par les parents de plusieurs jeunes joueurs de La Guerche de Bretagne, sous le nom de Gold Boys. Le club compte alors 21 joueurs qui ne participent à aucune compétition. En 1988 le club joue ses premières rencontres, et en 1989 il ouvre une section pour les 9 – 12 ans. En 1990 il participe au championnat de Bretagne et termine 3e sur 6. C’est l’année suivante que le club change de nom et devient les Hawks, à la suite de la création d’une section de softball féminin. En 1992 les minimes deviennent vice-champions de Bretagne de leur catégorie, tandis que l’année suivante les seniors s’illustrent en terminant deuxième du championnat de Bretagne, puis remportent le titre régional en 1994 et en 1995. 1994 et 1995 sont aussi une période de mauvais résultats en Nationale 3. En 1996, l’équipe devient championne de Bretagne, mais échoue encore en Nationale 3. Plus encourageant, l’équipe junior devient vice-championne de France de sa catégorie. En 1997 l’équipe monte en Nationale 2. L’année suivante, elle obtient sa montée en Nationale 1B. En 1999, nouvel arrivé en 1999, le club connaît la déroute, mais se maintient en Nationale 1B. En 2000 il termine deuxième de sa poule, se qualifie pour les play-offs mais ne parvient pas à se hisser au niveau Elite. En 2001, ce sont les Cadets qui s’illustrent en devenant vice-champions de France de leur catégorie. En 2002 les seniors font une bonne saison, sans parvenir à monter en Elite. En 2003, le club fait une saison moyenne en Nationale 1 mais parviennent tout de même à accéder à la division Elite, le plus haut niveau du championnat de France. De plus, les Hawks deviennent champions de Bretagne. À partir de 2004 ils évoluent en Elite. Le club reste six saisons à ce niveau, manquant de peu une place en play-offs en 2008. En janvier 2010, le club annonce son retrait des championnats nationaux pour raisons fnancières,

## Palmarès
- Champions de Bretagne seniors en : 1994, 1995, 1996, 1997, 2003, 2007, 2019.
- Vainqueurs du tournoi de La Guerche : 1998, 2001, 2002, 2003.
- Vainqueurs du tournoi d'Olivet en 2003.
- Vainqueurs du tournoi de Cergy-Pontoise en 1998.

## Bilan par saison
| Saison                             | Division       | Saison régulière       | Saison régulière | Saison régulière | Séries éliminatoires                                                | Challenge de France de baseball |
| Saison                             | Division       | Classement             | Vic.             | Déf.             | Séries éliminatoires                                                | Challenge de France de baseball |
| 1998                               | 3 Nationale 2  | 1re - poule nord-ouest | 5                | 19               | D Lunéville                                                         | Pas de compétition              |
| 1999                               | 2 Nationale 1B | 9e/10                  | 5                | 19               | -                                                                   | Pas de compétition              |
| 2000                               | 2 Nationale 1  | 2e - poule nord        | ?                | ?                | Quarts de finale                                                    | Pas de compétition              |
| 2001                               | 2 Nationale 1  | 4e - poule nord        | ?                | ?                | -                                                                   | Pas de compétition              |
| 2002                               | 2 Nationale 1  | 1re - poule nord       | ?                | ?                | Demi-finaliste                                                      | ?                               |
| 2003                               | 2 Nationale 1  | ?                      | 14               | 12               | 2e finale: D (Sénart)                                               | Phase de poule (6e)             |
| 2004                               | 1 Élite        | ?                      | ?                | ?                | -                                                                   | Pas de compétition              |
| 2005                               | 1 Élite        | 6e/9                   | 12               | 16               | 1/2 f. class. : V 2-1 (PUC) finale class. : ? (Montpellier)         | Phase de poule                  |
| 2006                               | 1 Élite        | 5e/9                   | 16               | 17               | Maintien lors des barrages Elite-Nationale 1                        | Phase de poule                  |
| 2007                               | 1 Élite        | 6e/7                   | 3                | 21               | -                                                                   | Phase de poule (6e)             |
| 2008                               | 1 Élite        | 5e/8                   | 10               | 18               | -                                                                   | Phase de poule                  |
| 2009                               | 1 Élite        | 5e/8                   | 13               | 15               | 1re/4 play-down                                                     | Demi-finaliste (4e)             |
| Retrait des championnats nationaux |                |                        |                  |                  |                                                                     |                                 |
| 2010                               | 3 Nationale 2  | 3e - Bretagne          | ?                | ?                | -                                                                   | Non qualifié                    |
| 2011                               | 3 Nationale 2  | 2e - Bretagne          | ?                | ?                | Quarts de finale                                                    | Non qualifié                    |
| 2012                               | 3 Nationale 2  | 1re - Bretagne         | 18               | 0                | Quarts de finale                                                    | Non qualifié                    |
| 2013                               | 4 Nationale 2  | 1re - Bretagne         | ?                | 1                | Champion Quarts: V Saint-Lô Demi: V Sénart 2 Finale: V Saint-Priest | Non qualifié                    |